# مانکییس
مانکییس (به اسپانیایی: Manquillos) یک شهرستان در اسپانیا است که در استان پالنسیا واقع شده‌است.

## خصوصیات
مانکییس ۱۲ کیلومترمربع مساحت و ۶۳ نفر جمعیت دارد.